# Убовића Брдо
Убовића Брдо је насељено мјесто у општини Мркоњић Град, Република Српска, БиХ.

## Становништво
Насеље је на попису становништва 1971, 1981. и 1991. забиљежено под називом Убавића Брдо.
| Националност       | 1991. | 1981. | 1971. | 1961. | 1953. |
| Срби               | 213   | 349   | 451   | 517   |       |
| Црногорци          |       |       |       | 4     |       |
| остали и непознато |       |       | 1     |       |       |
| Укупно             | 213   | 349   | 452   | 521   | 593   |

У овом селу се једном годишње одржава алпинистичко такмичење под називом "Pecka Rock Climbing Festival".

## Знамените личности
- Стево Тодорчевић, математичар, члан Српске академије наука и уметности
- Тоде Николетић, дјечији пјесник и писац